# Contea di Banana
La contea di Banana è una Local Government Area che si trova nel Queensland. Si estende su una superficie di 15.755,6 chilometri quadrati e ha una popolazione di 14.456 abitanti. La sede del consiglio si trova a Biloela.